# خرفخانه‌های تنگ کبوتری
خرفخانه‌های تنگ کبوتری مربوط به دوره ساسانیان است و در شهرستان شیراز، بخش مرکزی، دهستان دراگ، روستای گلستان، کیلومتری ۴ جاده گلستان به خلار، سمت چپ جاده بر روی ارتفاعات تنگ کبوتری واقع شده و این اثر در تاریخ ۱ مرداد ۱۳۸۶ با شمارهٔ ثبت ۱۹۲۹۸ به‌عنوان یکی از آثار ملی ایران به ثبت رسیده است.